# Aspisryttare
En aspisryttare är en person som rider på en drake. Enligt Uppenbarelseboken, kapitel 12, vers 9, är draken en beteckning för Satan. En bild av en aspisryttare finns bland annat på dopfunten i Hejde kyrka på Gotland.